# 최규연
최규연(崔圭淵, 1956년 1월 2일 ~ , 강원 원주)은 대한민국의 공무원이다. 

## 학력
- 1972년 : 원주농업고등학교 졸업
- 1981년 : 동국대학교 행정학 학사
- 1998년 : 버밍엄대학교 대학원 경제학 석사

## 경력
- 1981 : 제24회 행정고시 합격
- 2001.05 : 재정경제부 보험제도과장
- 2002.03 : 재정경제부 국고과장
- 2004 : 국제부흥개발은행
- 2007.04 : 재정경제부 정책홍보관리실 홍보관리관
- 2008.03 : 기획재정부 회계결산심의관
- 2009.01 : 기획재정부 국고국장
- 2009.12 : 금융위원회 증권선물위원회 상임위원
- 2011.03 ~ 2012.05 : 조달청장
- 2012.12 ~ 2015.12 : 상호저축은행중앙회 회장
- 2016.02 ~ 2018.02 : 자본시장연구원 고문 겸 초빙위원
- 2017.03 ~ 2022.03 : 삼성카드 사외이사
  - 삼성카드 감사위원
  - 삼성카드 리스크관리위원회 위원장
  - 삼성카드 내부거래위원회 위원
  - 삼성카드 ESG위원회 위원
- 2018.04 ~ 2023.03 : HDC현대산업개발 사외이사 겸 감사위원

## 수상
- 근정포상

| 전임 노대래 | 제29대 조달청장 2011년 3월 18일 ~ 2012년 5월 7일 | 후임 강호인 |